# Битва за Ковель
Битва за Ковель — епізод польсько-української війни (1918—1919).

## Короткий виклад
24 листопада 1918 польські війська зайняли Холмщину та вступили до Володимира-Волинського.
22 грудня 1918 року на Волинь вступили війська Симона Петлюри — Північна група Армії УНР. 3 січня 1919 польські сили увійшли на територію Волині, яку залишали німецькі окупаційні війська. 3-14 січня групи генералів Рідз-Смігли і Ромера, полковника Сандецького, розбивши гарнізони Директорії, зайняли Ковель і Володимир-Волинський. До 14 січня всі ключові населені пункти контролювалися поляками.
В цьому поході польські війська зіткнулися з силами Директорії УНР, які вчинили полякам опір, але змушені були відступити. Сили Директорії спільно з частинами армії ЗУНР створили на Волині Холмсько-Волинський фронт — отаман Шаповал, і Північно-Західний фронт — отаман Оскілко, перед ними стояло завдання в другій половині січня відкинути польські війська за Буг, зайнявши Володимир-Волинський і Ковель. Північно-західний фронт організував Володимиро-Волинську ударну групу в 5 тисяч багнетів і шабель при 6 гарматах для захвату Володимира-Волинського. Холмський фронт — Ковельськую ударну групу в 1,5 тисяч багнетів і шабель при 2 гарматах для звільнення Ковеля. До Ковельської групи належали відділи 1, 2 і 4-го полків та деякі окремі курені, що були там до приходу Сірожупанників, найбільш боєздатний Кальницький стрілецький курінь та гарматна батерея хорунжого Ковшара. Українські селяни були проти польського панування й організовували повстання в запіллі польських військових частин.
21 січня війська УНР чисельністю до 6500 чоловік при 8 гарматах рушили до Ковеля і Володимира-Волинського. 22 січня в результаті запеклих боїв українські підрозділи оволоділи містами. Але Ковель і Володимир-Волинський перебували під контролем українців недовго — в тилу ЗУНР і УНР йшла боротьба з більшовиками. Вже 23 січня поляки зайняли Володимир-Волинський, 4 лютого — Ковель, українські війська відійшли за річку Стохід.

## Інцидент у Радивилові
У січні 1919 року з Бродів до Радивилова прибула сотня Української Галицької армії під проводом четаря Наливайка та з двома скорострілами. Галичан зустріли з почестями та славнем «Ще не вмерла Україна». Проте пробільшовицьки настроєна частина вояків 1-го Волинського полку вчинила заколот і, роззброївши прибулих, змусила покинути місто. До Бродів подався і отаман Боровий зі своїм загоном.